# Koffiepercolator

Koffiepercolator

Een koffiepercolator is een percolator om koffie te zetten.

## Werking
Onder in de percolator wordt water gedaan, terwijl bovenin de gemalen koffie in een geperforeerd bakje ligt. De percolator wordt op een warmtebron gezet, waardoor het water gaat koken en door de buis omhoog gaat (gaslift). Het hete water komt op de koffie terecht en druppelt weer naar beneden in het kookreservoir. De percolator blijft net zo lang op de warmtebron staan totdat de gewenste sterkte van de koffie is bereikt.
De Italiaanse mokkapot of moka pot wordt ook wel een percolator genoemd, hoewel de methode enigszins verschilt.

## Geschiedenis
De percolator is uitgevonden door de in Amerika geboren Brit Benjamin Thompson, graaf van Rumsford. Hij heeft de eerste percolator ontwikkeld tussen 1810-1814. Thompson had een afkeer voor thee en alcohol en wilde met zijn uitvinding de consumptie van koffie bevorderen.
De moderne percolator is echter afkomstig van Hanson Goodrich, een boer uit Illinois, die op 16 augustus 1889 het patent kreeg op de door hem ontwikkelde versie. Dit model wordt op een fornuis geplaatst en kent dezelfde onderdelen en werking als de moderne percolator.